# العامرية (ولاية عين تموشنت)
العامرية هي إحدى بلديات ولاية عين تموشنت في شمال غرب الجزائر يحدها شمالا كل من بلديتي المساعيد و بوزجار و من الغرب بلدية حاسي الغلة ومن الشرق بلدية بوتليليس التابعة لولاية وهران أما جنوبا فتحدها سبخة وهران .
شبكات الطرق و المواصلات
يمر بها كل من الطريق الوطني رقم 2 الرابط بين وهران و تلمسان ، كذلك الطريق الوطني رقم 96 الرابط بين بلدية العامرية و بوزجار ، إضافة إلى الطريق الولائي رقم 20 الرابط بين قرية مڨرة و العامرية .
تتوفر البلدية على حافلات لنقل المسافرين بخط عين تموشنت العامرية و خط العامرية  حمان بوحج ،كذلك تتوفر على حافلات للنقل مابين البلديات و الريفي تربط عاصمة البلدية بكل من المساعيد ،بوزجار ، الروايبة ، الكواملية ، مڨرة ، قرية سيدي البارودي ، الهواورة .
كما يوجد بالبلدية محطة قطار  للقطار الرابط بين عين تموشنت وهران و على سيارات للأجرة .
المؤسسات التعليمية و المستشفيات
تتوفر بلدية العامرية على 10 مدارس إبتدائية و 04 متوسطات و ثانويتين ( ثانوية العقيد لطفي و ثانوية أحمد رحماني) .
بالنسبة للقطاع الصحي بالبلدية فإنها تتوفر على مستشفى ( المؤسسة الإستشفائية الإخوة بوشريط) بالإضافة إلى عيادة متعددة الخدمات و 05 قاعات علاج ، واحدة على مستوى البلدية و1 قاعات موزعة على القرى و اواوير التابعة لها.